# Black Cats

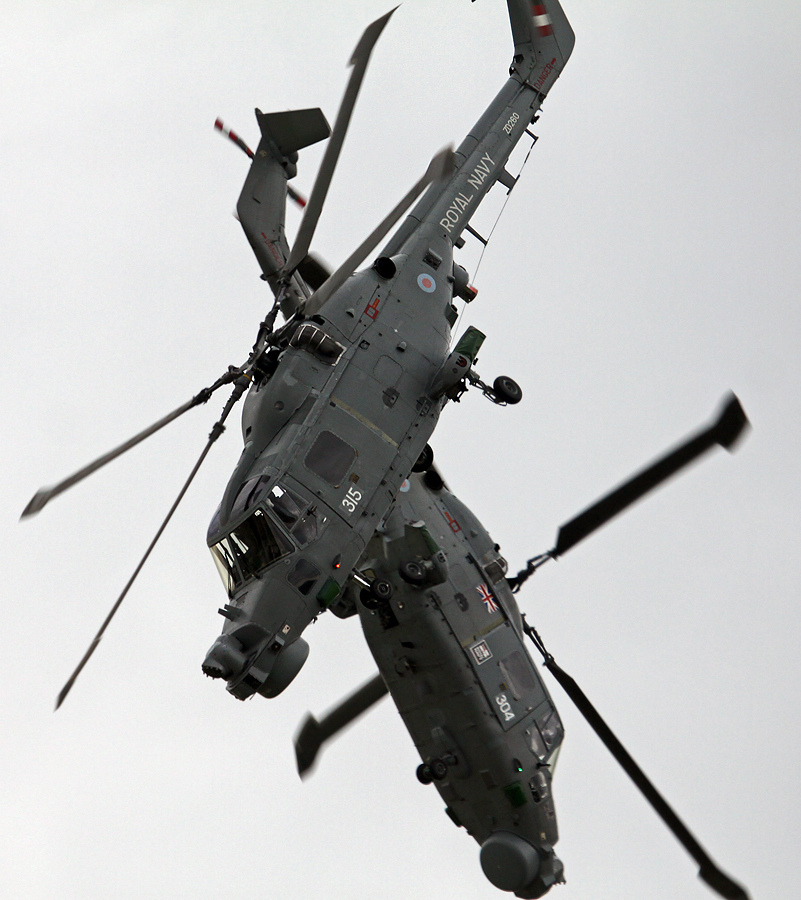
De Black Cats tonen hun kunsten

De Black Cats zijn het helikopter-stuntteam van de Britse luchtmacht. Ze zijn onder andere te zien op vliegshows in het Verenigd Koninkrijk en Europa.
The Black Cats zijn opgericht in 2001. In de eerste drie jaren was het team simpelweg bekend als The Lynx Pair, de naam Black Cats werd verzonnen in 2004. De voorgangers van het team waren The Sharks (de haaien), die vier rode Aérospatiale Gazelle-helikopters gebruikten. Ze werden opgeheven in 1992.
De Black Cats wonnen het 'Steadman Sword' voor de beste Britse deelnemer van de Royal International Air Tattoo.